# Mörtfors
Mörtfors is een plaats in de gemeente Oskarshamn in het landschap Småland en de provincie Kalmar län in Zweden. De plaats heeft 64 inwoners (2000) en een oppervlakte van 15 hectare.